# Route européenne 84
Pour les articles homonymes, voir E84 et Route 84.
La route européenne 84 (E84) est une route reliant Keşan à Silivri.